# Vestige -ヴェスティージ-
「vestige -ヴェスティージ-」は、 2005年8月17日にリリースされたT.M.Revolutionの21枚目のシングル。発売元はエピックレコード。

## 概要
- シングルとしては9thシングル「THUNDERBIRD」以来7年ぶりのバラード。タイトルは英語で「傷痕」の意。「傷は治ってもずっと痕が残るもの」であることから、人間の業について歌い上げる楽曲。累計売上は17.7万枚（オリコン調べ）を記録し、2作連続でオリコン1位を獲得した[1]。
- タイトル曲「vestige -ヴェスティージ-」は、『機動戦士ガンダムSEED』シリーズを総括する曲として、MBS・TBS系アニメ『機動戦士ガンダムSEED DESTINY』の挿入歌に起用され、同番組の総集編『FINAL-PLUS 選ばれた未来』やHDリマスター版の第4期オープニングテーマとしても使用された。
- 『SEED DESTINY』の監督である福田己津央は「vestige -ヴェスティージ-」について、前作『SEED』の挿入歌である「Meteor -ミーティア-｣のような位置づけの曲をもう一回作ってもらいたかったとし、『SEED DESTINY』の第1期オープニングテーマである「Ignited -イグナイテッド-」に主人公である「シン・アスカ」のキャラクター性を感じ、その対極となる曲として同作の登場人物である「キラ・ヤマト」のテーマが欲しくなり、キラをイメージした楽曲として制作依頼を出した。しかし完成した本曲を聴いたところ、キラだけではなくガンダムSEEDの世界に生きているすべてのキャラクターの思いを代弁する曲となっており嬉しい誤算だった、と語っている[2]。実際の放送ではキラの乗るストライクフリーダムガンダムの初陣回をはじめとした、キラの登場シーンにおける挿入歌として使用され、福田自身も放送では当初の予定通りキラのシーンで使わせてもらった、とも語っている[2]。
- カップリング曲「crosswise」は、カプコンのPlayStation 2用ゲームソフト『戦国BASARA』『戦国BASARA X』主題歌に起用された。
- ストーリー性を持つPVは、2006年のライブツアー『T.M.R.LIVE REVOLUTION'06 -UNDER:COVER-』の本編中に挿入された新規取り下ろしの映像『vestige -another story-』（DVD『T.M.Revolution T.M.R.LIVE REVOLUTION'06 -UNDER:COVER-』に収録）と連動している。PVに登場する建物は、明治神宮外苑聖徳記念絵画館である。
- 初回特典のステッカーの他に期間特典として、リクエストセルフカバーベストアルバム『UNDER:COVER』への投票パスワード入りチラシが封入された。投票はホームページで行われ、4万件以上の参加があった。

## 収録曲
全曲作詞：井上秋緒　作曲・編曲：浅倉大介
1. vestige -ヴェスティージ-
出版社：ソニー・ミュージックパブリッシング
2. crosswise
出版社：ソニー・ミュージックアーティスツ

## 収録アルバム
- 1000000000000（#1）
- X42S-REVOLUTION（#1）
- CLOUD NINE（初回限定盤B）（#1,#2）
- 宴 -UTAGE-（#2）
- UNDER:COVER 2（#1,セルフカバー）
- GEISHA BOY -ANIME SONG EXPERIENCE-（#1）

## カバー
- 藤井隆 - 上海大腕（2006年4月26日[注釈 1][3]）